# Критериум Абруццо
Критериум Абруццо (итал. Criterium d'Abruzzo) — шоссейная однодневная велогонка, 1988 по 2004 год проводившаяся в итальянском городе Чепагатти, коммуна Пескара. 

## История
Гонка впервые состоялась в 1988 году как Гран-при Чепагатти, заменив закрывшуюся велогонку Кроностаффетта, проводившуюся в формате командного раздельного старта, и до 1993 года проходила как индивидуальная раздельная гонка.
В 2005 году с основанием UCI Europe Tour гонка закрылась из-за финансовых проблем.
Однодневка проходила через несколько дней после Трофео Маттеотти, также проводившейся в Пескаре, поэтому команды обычно сочетали участие в  двух этих стартах.

## Призёры
| Год                   | Победитель           | Второй                 | Третий              |
| --------------------- | -------------------- | ---------------------- | ------------------- |
| Gran Premio Cepagatti |                      |                        |                     |
| 1988                  | Маурицио Фондриест   | Адриано Баффи          | Данило Джоя         |
| Gran Premio d'Europa  |                      |                        |                     |
| 1989                  | Маурицио Фондриест   | Джузеппе Саронни       | Enrico Galleschi    |
| 1990                  | Джанлука Пьеробон    | Джамолидин Абдужапаров | Уильям Даззани      |
| Gran Premio Cepagatti |                      |                        |                     |
| 1991                  | Фабио Бальдато       | Фабрицио Бонтемпи      | Сильвио Мартинелло  |
| 1992                  | Франко Кьоччьоли     | Джанкарло Перини       | Симоне Бьяски       |
| Criterium d'Abruzzo   |                      |                        |                     |
| 1993                  | Джанлука Бортолами   | Андреа Ферригато       | Микеле Бартоли      |
| 1994                  | Микеле Бартоли       | Максимильян Шандри     | Рольф Сёренсен      |
| 1995                  | Альберто Элли        | Андреа Ферригато       | Джан Маттео Фаньини |
| 1996                  | Стефано Коладж       | Мирко Галди            | Клаудио Кьяппуччи   |
| 1997                  | Даниэль Нарделло     | Джорджо Фурлан         | Стефано Коладж      |
| 1998                  | Франческо Казагранде | Алессандро Бертолини   | Fausto Dotti        |
| 1999                  | Паскаль Ришар        | Джанмарио Ортенци      | Лука Маззанти       |
| 2000                  | Массимо Аполлонио    | Альберто Лоддо         | Сандро Джакомелли   |
| 2001                  | Милан Кадлец         | Руджеро Марцоли        | Сандро Джакомелли   |
| 2002                  | Сальваторе Коммессо  | Даниэле Беннати        | Руджеро Марцоли     |
| 2003                  | Маттео Каррара       | Даниэле Беннати        | Eddy Serri          |
| 2004                  | Энрико Дегано        | Маттео Каррара         | Паоло Боссони       |